# New Jersey zászlaja
A barnássárga a New Jersey Continental Line ezredszíne, amelyet még George Washington tábornok határozott meg 1779-ben. 1780-ban azután ez lett a színe az állam ezredlobogójának is.
A címer főmotívuma a három eke (New Jersey volt az Unióba felvett 3. állam). A Szabadság és Ceres (a földművelés istenasszonya) alakja fogja a pajzsot. A lófej az életerő szimbóluma.